# RJ-Steckverbindung
RJ-Steckverbindungen sind genormte Steckverbindungen für Telekommunikations-Verkabelungen. Die entsprechende Verordnung findet sich im US-amerikanischen Code of Federal Regulations (CFR) Part 68. Die Standards beschreiben die Bauformen von Steckern und Buchsen sowie deren Kontaktbelegungen. Sie werden mit den Buchstaben RJ in Verbindung mit einer Zahl und einem weiteren Buchstaben (z. B. RJ-11C) – häufig auch ohne Bindestrich oder ohne anhängenden Buchstaben (RJ11) – bezeichnet, wobei RJ für Registered Jack (eingetragene Steckverbindung) steht.
Die meisten RJ-Steckerverbindungen basieren auf Modularsteckern und Modularbuchsen, dürfen mit diesen aber nicht gleichgesetzt werden. So gibt es auch RJ-Steckverbinder, wie den RJ-21, welche auf gänzlich anderen Steckerbauformen basieren. RJ-Steckverbindungen werden heute weltweit für Telefon- und Netzwerkverbindungen verwendet. Üblicherweise kommen dabei Kabel mit verdrillten Adern (Twisted Pair) zum Einsatz.

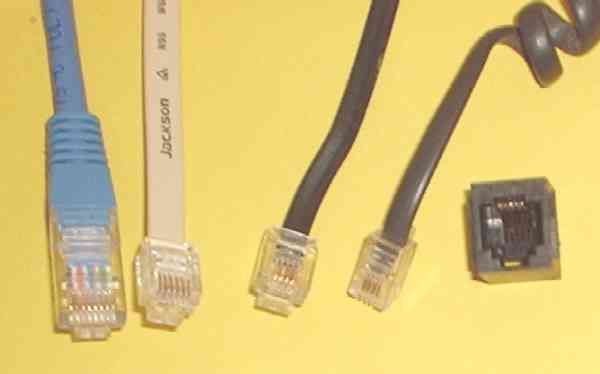
Modularstecker und -buchsen, wie sie unter anderem bei den RJ-Telefonverkabelungs-Standards benutzt werden

## Bezeichnung

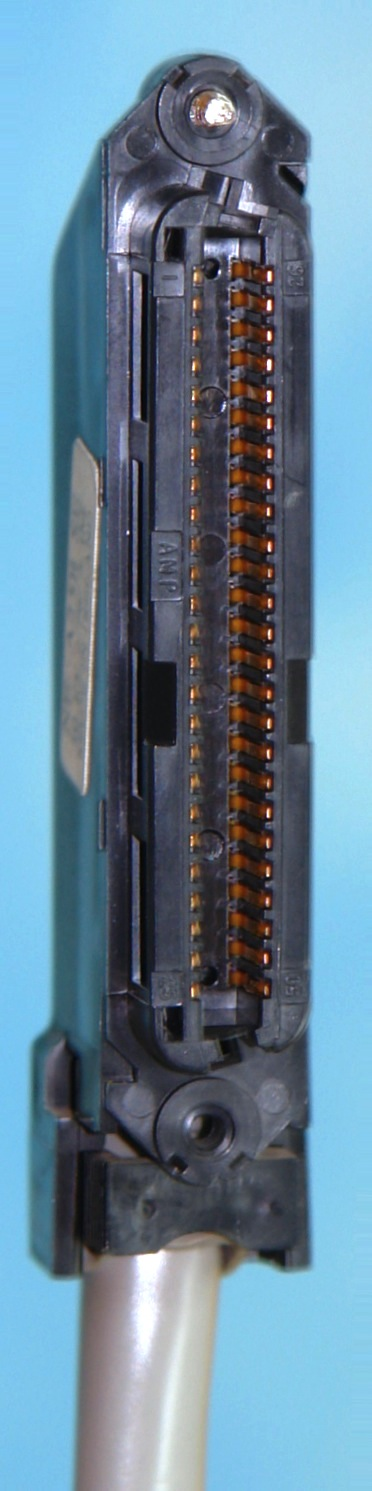
RJ-21-Buchse mit 50 Kontakten, wie sie im Telekombereich verwendet wird

Die RJ-Steckerverbindungen wurden in den 1970er Jahren von den Bell Laboratories in den USA eingeführt und wenige Jahre später von der Federal Communications Commission (FCC) standardisiert. Viele amerikanische Unternehmen aus dem Telefon- und Telekommunikationssektor, wie Western Electric, setzten einige der RJ-Steckverbindungen in großem Umfang ein, insbesondere Modularstecker bei Telefonsteckern. Daraus ergab sich eine große Verbreitung dieser Steckertypen, woraus sich die umgangssprachlichen Bezeichnungen wie „Western-Modular-Stecker“ sowie vereinfachend „Western-Stecker“ bzw. -Buchse ableiten.
Die Stecker und Buchsen gibt es in verschiedenen Ausführungen, Formen und mit verschiedener Anzahl von Kontakten. Zur Kategorisierung folgen die Bezeichnungen einem Schema: Die Bezeichnung beginnt mit der Buchstabenfolge RJ, gefolgt von zwei Ziffern, die den konkreten Steckertyp spezifizieren. Darauf kann, manchmal in Klammern geschrieben, ein „Suffix“ folgen, das bestimmte zusätzliche, meist mechanische, Eigenschaften beschreibt:
- C: Bündig abgeschlossener Stecker
- W: Wandsteckdose (od. Steckdose)
- S: Einzelanschluss
- M: Mehrfachanschluss
- X: Komplexer Stecker

Daran anschließend kann eine Bezeichnung folgen, welche die Anzahl der möglichen Kontaktpositionen (P, für „Positions“) und die Anzahl der tatsächlich bestückten Kontakte („C“ für „Contacts“) spezifiziert. Beispielsweise kann ein Stecker sechs mögliche Kontaktpositionen besitzen, von denen aber nur vier tatsächlich mit Kontakten ausgestattet sind. Ein solcher Stecker wird mit „6P4C“ bezeichnet.
Einige, vor allem im nordamerikanischen Telekommunikations- und Telefoniesektor übliche RJ-Steckverbinder und Kontaktaufteilungen sind:
- RJ-2MB: 50-poliger Miniaturstecker, für zwei bis zwölf Telefonleitungen
- RJ-11C/RJ-11W: 6P2C, für Telefonanschlussleitungen (oder 6P4C mit Spannungsversorgung über das zweite Paar)
- RJ-12C/RJ-12W: 6P6C, für eine Telefonleitung und zusätzliche Steuerleitungen
- RJ-13C/RJ-13W: 6P4C, für eine Telefonleitung und zusätzliche Steuerleitungen
- RJ-14C/RJ-14W: 6P4C, für zwei Telefonanschlussleitungen (oder 6P6C mit Spannungsversorgung über das dritte Paar)
- RJ-15C: dreipoliger, wasserdichter Stecker, für eine Telefonleitung
- RJ-18C/RJ-18W: 6P6C, für eine Telefonleitung mit „make-busy arrangement“
- RJ-21X: 50-poliger Miniaturstecker, für 25 Telefonleitungen
- RJ-25C/RJ-25W: 6P6C, für drei Telefonanschlussleitungen
- RJ-26X: 50-poliger Miniaturstecker, für mehrere Datenleitungen
- RJ-27X: 50-poliger Miniaturstecker, für mehrere Datenleitungen, konfigurierbar
- RJ-31X: 8P8C oder 8P4C, Telefonstecker
- RJ-38X: 8P8C, ähnlich RJ-31X, mit der Möglichkeit der Leitungsunterbrechung
- RJ-41S: 8P8C, kodiertes Stecksystem für eine Datenleitung mit universeller Verwendung
- RJ-45S: 8P8C, für eine Datenleitung mit elektrischem Widerstand zur sicheren Kodierung
- RJ-48S: 8P8C, für bis zu vier Datenleitungen (DDS)
- RJ-48C: 8P8C, für vier Datenleitungen (DSX-1)
- RJ-48X: 8P8C, wie RJ-48C, mit Kurzschlusseinrichtung (DS1)
- RJ-49C: 8P8C, für ISDN-Anschlüsse, Datennetze
- RJ-61X: 8P8C, für vier Telefonleitungen, teilweise ISDN und Datennetze
- RJ-71C, 50-poliger Stecker mit Überbrückungsmöglichkeit, für bis zu zwölf Telefonanschlüsse in Serie, primär bei Telefonanlagen verwendet

Etliche andere RJ-Bezeichnungen haben sich teilweise im Bezeichnungsschema etabliert, sind jedoch nicht Teil des Standards und stellen daher streng genommen keine RJ-Steckverbinder dar:
- „RJ-45“: 8P8C-Belegung mit verdrillten Paaren (manchmal auch nur 8P4C), insbesondere für Twisted-Pair-Ethernet oder ISDN S0
- „RJ-9“, „RJ-10“, „RJ-22“: 4P4C oder 4P2C, primär bei Telefonhörern
- „RJ-50“: 10P10C, meist bei Datennetzwerken

## Gängige Modularstecker
Die bekanntesten im PC/Netzwerk-Bereich und Telefoniebereich eingesetzten RJ-Steckverbindungen sind Modularstecker. Übliche Typen sind mit sechs Kontaktpositionen ausgestattet, von denen bei RJ-11 zwei (6P2C), bei RJ-14 (sowie den kaum verwendeten RJ-13) vier (6P4C) sowie bei RJ-25 alle sechs Positionen (6P6C) mit Kontakten bestückt sind.
Im Netzwerkbereich wird oft jeder vollbestückte achtpolige (8P8C) Modularstecker „RJ-45“ genannt. Die davon abgeleitete Bezeichnung GG-45 stellt wie TERA eine Variante für die Anwendung in Datenkommunikationssystemen der Kategorie 7 dar. In Deutschland werden ungeschirmte vollbestückte achtpolige (8P8C) Modularstecker umgangssprachlich auch als ISDN-Stecker, geschirmte als „Ethernet-Stecker“ bezeichnet.
Außerhalb der Kreise US-amerikanischer TK-Fachleute gibt es häufig Verwechslungen und Ungenauigkeiten bei der Zuordnung von RJ-Bezeichnern zu den kleineren der oben genannten Stecker. Die für Telefonverbindungen benutzten sechspoligen Buchsen und Stecker können sowohl für RJ-11 als auch für RJ-12, RJ-13, RJ-14 oder RJ-25 sowie für einige andere Verkabelungsvarianten beschaltet werden, wodurch jeweils ein „Steckergesicht“ definiert wird, das auf sechs Kontaktpositionen (Polen) basiert. Dabei wird bei RJ-11 lediglich das innerste Kontaktpaar benutzt, bei RJ-14 und den seltenen Verkabelungsvarianten RJ-12 und RJ-13 jeweils vier Kontakte und bei RJ-25 alle sechs Kontakte. Der noch kleinere vierpolige Stecker, mit dem zum Beispiel Telefonhörer an das Basisgerät angeschlossen werden, kommt in keiner RJ-Norm vor. Er wird oft als RJ-10, RJ-9 oder RJ-22 bezeichnet, da er kleiner ist als die sechspolige Variante.

### Zuordnung von RJ-Beschaltungsvarianten zu in Europa gebräuchlichen Modularstecker-Bauformen
| RJ-Variante | Kontakt- positionen | Kontakte | Stecker-/ Buchsen- Bezeichnung | Kontakt-Nr. Stecker von vorne                                                                         | Bild                                              | Stecker- breite | Anwendungs- beispiele |
| --- | ------------------- | -------- | ------------------------------ | --- | ------------------------------------------------- | --------------- | --- |
| Keine RJ-Norm, umgangssprachlich z. T. „RJ-10“, „RJ-9“ oder „RJ-22“                                                                  | 4                   | 4        | 4P4C                           | 4P4C-Stecker (umgangssprachlich: „RJ-10“, „RJ-9“, „RJ-22“). Ansicht von Vorne. Rastnase oben liegend. | 4P4C                                              | 7,6 mm          | Beidseitig bei Telefonhörerleitungen sowie B-Bus (Booster-Bus) von Roco |
| RJ-11 | 6                   | 2        | 6P2C                           | 6P2C-Stecker. Ansicht von vorne. Rastnase oben liegend.                                               | 6P2C                                              | 9,6 mm          | Anschluss von Telefonen, Faxgeräten oder Modems mit einer Leitung (in D-A-CH nur geräteseitiges Leitungsende; andere Seite ist mit TAE/TST/TT87/89-Stecker bestückt) |
| RJ-14 | 6                   | 4        | 6P4C                           | 6P4C-Stecker. Ansicht von vorne. Rastnase oben liegend.                                               | 6P4C                                              | 9,6 mm          | Anschluss von Telefonen, Faxgeräten oder Modems mit zwei Leitungen (in D-A-CH nur geräteseitiges Leitungsende; andere Seite ist mit TAE/TST/TT87/89-Stecker bestückt) |
| RJ-12 (RJ-25) | 6                   | 6        | 6P6C                           | 6P6C-Stecker. Ansicht von vorne. Rastnase oben liegend.                                               | 6P6C                                              | 9,6 mm          | Anschluss von Faxgeräten, Modems oder Multifunktionsgeräten mit drei Leitungen; 6P6C auch bei LocoNet, XpressNet sowie im Microchip-Umfeld. RJ-25 ist die verseilte (geflochtene) Variante von RJ-12. Der Stecker ist der gleiche, nur das Kabel ist ein anderes.                                                           |
| Vollbeschaltetes 8P8C ohne Widerstände; eigentlich RJ-48, RJ-49 oder RJ-61; umgangssprachlich oft „RJ-45“ oder „ISDN-RJ-45“ genannt. | 8                   | 8        | 8P8C                           | 8P8C-Stecker. Ansicht von vorne. Rastnase oben liegend.                                               | ISDN                                              | 11,6 mm         | Anschlussdosen und -leitungen bei ISDN (IAE), Up0, strukturierten Verkabelungen und Computernetzwerken (UAE, Ethernet, TIA-568A/B) |
| Keine RJ-Norm; Modified Modular Plug/Jack (MMP/MMJ) bzw. umgangssprachlich „DEC Type“ (nach der Firma DEC)                           | 6                   |          |                                | DEC Type Stecker. Ansicht von vorne. Rastnase (inkompatibel zu „RJ-45“) oben liegend.                 | Modularstecker mit versetzt angebrachter Rastnase | 9,6 mm          | Geräteseitig zum Beispiel bei NTBA, DSL-Splitter, passt aber nicht bei Lego Mindstorms NXT, die Nase ist auf der anderen Seite (in D-A-CH nur geräteseitiges Leitungsende; andere Seite ist mit TAE/TST/TT87/89-Stecker bestückt) Wird auch für Stromversorgungs-/Netzteilanschlüsse von DECT-Basisstationen etc. verwendet |

### Zuordnung von Modularstecker-Bauformen zu RJ-Nummern im deutschen Handel
Im deutschen Handel werden für RJ-Stecker und -Buchsen, passende Zangen und konfektionierte Leitungen durchgängig folgende (eigentlich falsche) Bezeichnungen verwendet: (...P...C = ... positions ... contacts)
| Kontakt- positionen | Handelsbezeichnung |
| ------------------- | ------------------ |
| 4P4C                | RJ-10              |
| 6P2C                | RJ-11              |
| 6P4C                | RJ-11 oder RJ-14   |
| 6P6C                | RJ-12 (RJ-25)      |
| 8P8C                | RJ-45              |
| 10P10C              | RJ-50              |
| 12P12C              | ?                  |
| 15P15C              | ?                  |
| 16P16C              | ?                  |

### Kontaktbelegung

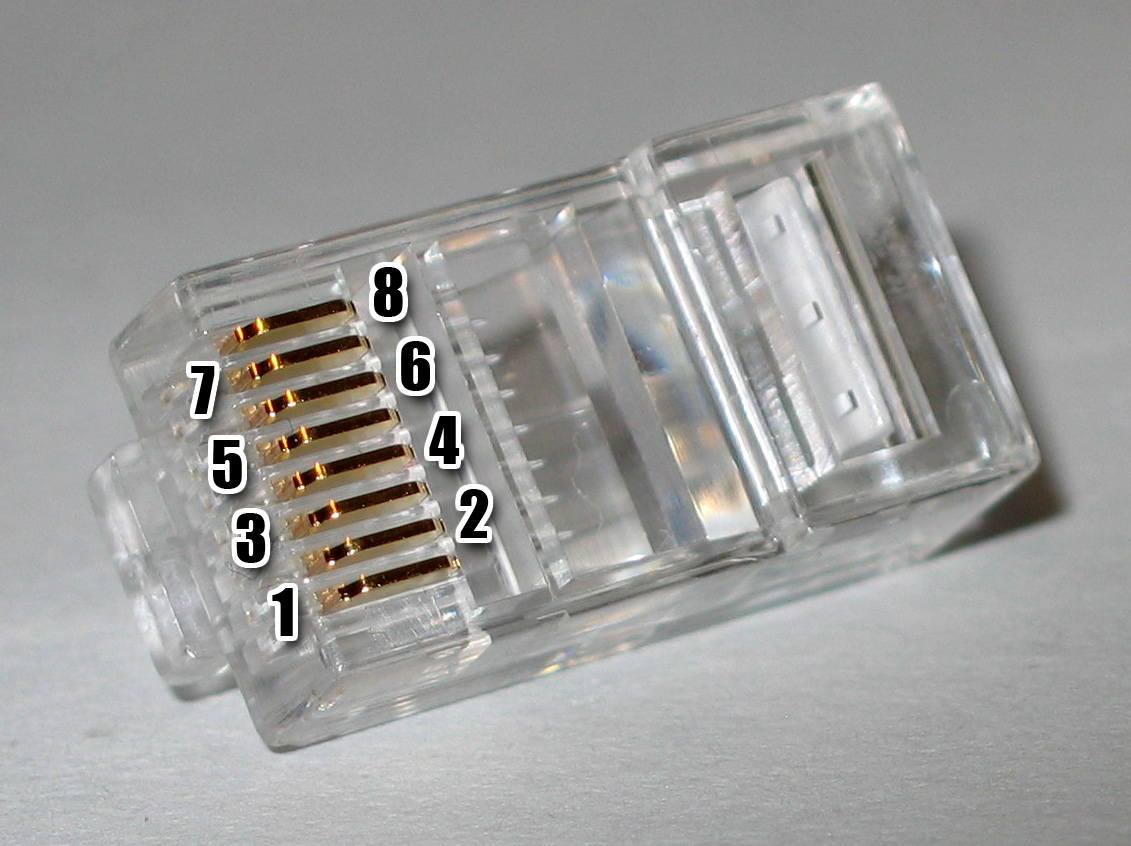
Kontaktnummerierung eines 8-poligen Modularsteckers

Der Abstand der Kontakte beträgt 1,02 mm (RJ-45) (entspricht ca. {\displaystyle {\frac {1}{25}}} Zoll).
Die Modularstecker wurden so entwickelt, dass ein vierpoliger Modularstecker in eine sechs- oder achtpolige Buchse passt und dort eine Verbindung mit den innersten vier Kontakten herstellt. Ebenso passt der sechspolige Stecker in eine achtpolige Buchse, wo er mit den zentralen sechs Kontakten verbindet. Diese theoretische Kompatibilität ist manchmal aus Herstellersicht nicht wünschenswert; außerdem hat sich herausgestellt, dass sie dazu führen kann, dass Endkunden die Geräte an die falschen Dosen anschließen und im Extremfall zerstören. Auch mit dem Netz verbundene ISDN-Stecker (40 Volt) in Ethernet-Geräten (0,75 Volt) können zur Zerstörung der Ethernet-Geräte führen.
Das ursprüngliche Konzept war, dass die inneren zwei Kontakte ein Paar bildeten, die nächsten äußeren ein weiteres Paar usw. bis zu den beiden äußersten Kontakten, die das vierte Paar bildeten. Zusätzlich wurde die Signalübertragung optimiert, indem jeweils der „aktive“ und der mit Masse verbundene Kontakt jedes Paars wechselten. Bei dieser Kontaktbelegung sind im achtpoligen Stecker die äußersten Drähte allerdings so weit voneinander entfernt, dass sie den elektrischen Anforderungen für Hochgeschwindigkeits-LAN-Protokolle nicht mehr genügen. Daher wurden unter der Bezeichnung TIA-568A/B zwei Belegungsvarianten standardisiert, bei denen jeweils zwei nebeneinander liegende Kontakte das dritte bzw. vierte Paar bilden.
Wenn man auf die Kontaktseite des Steckers sieht und die Kontakte nach oben zeigen, werden sie von links nach rechts gezählt. Bei der Nummerierung ist zu beachten, dass immer die Pin-Positionen („P“) gezählt werden, unabhängig davon, ob sie auch belegt („C“) sind. So hat z. B. ein 6P4C-Stecker nicht die Pin-Nummern 1 bis 4, sondern 2, 3, 4 und 5, welches den Pin-Positionen entspricht.

### Anwendungen
Im Folgenden sind beispielhaft einige Belegungen von sechs- und achtpoligen Modularsteckern angegeben:
| Anwendung | 1             | 2                                | 3                      | 4               | 5                | 6                      | 7                                | 8        |
| --- | ------------- | -------------------------------- | ---------------------- | --------------- | ---------------- | ---------------------- | -------------------------------- | -------- |
| 10BASE-T, 100BASE-TX | Tx+           | Tx-                              | Rx+                    |                 |                  | Rx-                    |                                  |          |
| 10BASE-T, 100BASE-TX mit PoE Alternative B | Tx+           | Tx-                              | Rx+                    | PoE 48V         | PoE 48V          | Rx-                    | PoE Gnd                          | PoE Gnd  |
| Gigabit-Ethernet (1000BASE-T), 100BASE-T4 nach TIA-568A/B | D1+           | D1-                              | D2+                    | D3+             | D3-              | D2-                    | D4+                              | D4-      |
| ATM TP-PMD | 1a            | 1b                               |                        |                 |                  |                        | 2a                               | 2b       |
| Token Ring |               |                                  | 2a                     | 1a              | 1b               | 2b                     |                                  |          |
| UP0 (UK0), U200, U2B1Q, U* |               |                                  | 2a1                    | 1a              | 1b               | 2b1                    |                                  |          |
| Analoges Telefon, neuere Belegung (international) |               | a2                               | W2                     | a               | b                | E2                     | b2                               |          |
| Analoges Telefon, ältere Belegung (Deutschland) |               | a2                               | a                      | E               | W                | b                      | b2                               |          |
| ISDN S0-Bus |               |                                  | 2a                     | 1a              | 1b               | 2b                     |                                  |          |
| ISDN S2M (E1) am Netzabschluss ISDN S2M (E1) am Endgerät | TX(NT) RX(TE) | TX(NT) RX(TE)                    |                        | RX(NT) TX(TE)   | RX(NT) TX(TE)    |                        |                                  |          |
| DSL-Splitter |               |                                  |                        | 1a              | 1b               |                        |                                  |          |
| T+T-Anschluss (Schweiz): RJ11 nur 1a, 1b / RJ14 mit 2a, 2b |               |                                  | 1a                     | 1b              | (2a)             | (2b)                   |                                  |          |
| 1-Wire Bus Dallas RJ 11/12 |               | +5V DC (stabilisiert)            | GND                    | 1-Wire Data     | 1-Wire GND       | nc                     | nc                               |          |
| 1-Wire Bus IPS RJ45 | +5V GND       | +5V DC                           | Sekundärer 1-Wire GND  | 1-Wire Data     | 1-Wire GND       | Sekundärer 1-Wire Data | +12V DC                          | +12V GND |
| IGC-konforme Logger-Belegung3 | GND           | GND                              | Rx4                    | Tx4             | freigehalten     | freigehalten           | +12V DC                          | +12V DC  |
| LocoNet (B) = Booster oder (T) = Throttle (Regler) RJ12 bzw. RJ25 |               | DCC für (B)ooster / +12V DC (T)  | Ground                 | LocoNet Data    | LocoNet Data     | Ground                 | DCC für (B)ooster / +12V DC (T)  | [ 9 ]    |
| XpressNet RJ12 bzw. RJ25 |               | weiß (C) Gleissignal, DCC (opt.) | schwarz (M) Masse, GND | rot (B) RS485 - | grün (A) RS485 + | gelb (L) Power, +12V   | blau (D) Gleissignal, DCC (opt.) | [ 10 ]   |
| 1 Optional für externe Stromversorgung 2 Optional für E (Erdtastenfunktion) und W (für einen externen Wecker) 3 Die IGC nummeriert entgegen der Norm die Kontakte in entgegengesetzter Reihenfolge. Die hier gezeigte Belegung bezieht sich auf oben angegebene normgerechte Nummerierung. 4 Signale werden gegen GND gemessen |               |                                  |                        |                 |                  |                        |                                  |          |